# Anglasjön
Anglasjön är en sjö i Karlshamns kommun i Blekinge och ingår i Mieåns huvudavrinningsområde. Sjön har en area på 0,122 kvadratkilometer och ligger 97,9 meter över havet. Vid provfiske har abborre, gädda och mört fångats i sjön.

## Delavrinningsområde
Anglasjön ingår i det delavrinningsområde (624876-144295) som SMHI kallar för Ovan 624467-144245. Medelhöjden är 110 meter över havet och ytan är 26,93 kvadratkilometer. Räknas de 8 avrinningsområdena uppströms in blir den ackumulerade arean 200,44 kvadratkilometer. Avrinningsområdets utflöde Mieån mynnar i havet. Avrinningsområdet består mestadels av skog (87 procent). Avrinningsområdet har 0,35 kvadratkilometer vattenytor vilket ger det en sjöprocent på 1,3 procent.